# HD 100378
HD 100378，又名CD-39 7168，SAO 222856、HR 4447，是一颗恒星，视星等为5.64，位于銀經287.12，銀緯20.01，其B1900.0坐标为赤經11h 27m 55.9s，赤緯-39° 20.01′ 8″。